# Светослав Миларов-Сапунов
Светослав Николов Миларов-Сапунов е български писател, историк и публицист. 

## Биография
Роден е през 1849 г. в Габрово. Син е на Никола Сапунов, участник в църковната борба, и брат на Илия Миларов, общественик и директор на Народната библиотека в София. Името Миларов е превод на Сапунов от руски език („мыло“). Светослав учи в Загреб, Цариград и другаде. Сътрудник е на Петко Славейков и съредактор на вестник „Македония“. Сътрудничи и на други български вести в Цариград. Поддържа връзки със Стефан Веркович. Прекарва повече от година в цариградския затвор, революционерите го обявяват за турски шпионин. Бяга от затвора и заминава за Русия. Редактор на вестниците „Възраждане“ (1876), „Марица“ (1879) и „Независимост“ (1880-1881). Чиновник е във външното министерство (1879-1881 и 1883-1884).
От 1884 г. Миларов е действителен член на Българското книжовно дружество. Автор на драмата в стихове Паданието на Цариград, на спомени, дневници и други. 
В края на 80-те години Миларов, както и други проруски ориентирани общественици, емигрира в Одеса. В началото на 1889 г. той оглавява група, включваща още Константин Попов, Петър Мусевич, о.з. поручик Георги Василев и о.з. капитан Йордан Белев, която си поставя за цел убийството на княз Фердинанд. С помощта на Драган Цанков те се свързват с Александър Кривцов, представител на руската организация Славянско благотворително общество, който ги снабдява с оръжие и пари. Получил разрешение за връщане в България, през април Миларов пристига в София, след което заедно с Попов започват да следят Фердинанд и на няколко пъти се доближават до него. Те така и не стрелят по княза и скоро се отказват от цялото начинание.
През 1891 г., по време на разследването на атентата срещу Стефан Стамболов, при който е убит министърът на финансите Христо Белчев, полицията достига до част от информацията за заговора от 1889 година. Макар в действителност да нямат отношение към атентата срещу Стамболов, Миларов и Попов са признати за виновни и са осъдени на смърт. На 15 юли 1892 г. Светослав Миларов е обесен в двора на Черната джамия в София.